# Kornelia Möller (Politikerin)

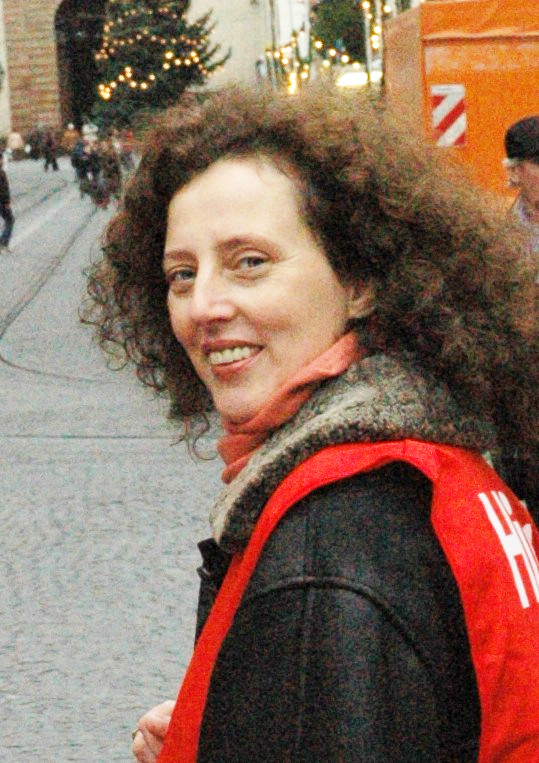
Kornelia Möller (2010)

Kornelia Edeltraud Karin Möller (* 20. Juni 1961 in Hannover) ist eine ehemalige deutsche Politikerin (Die Linke). Von 2005 bis 2013 war sie Mitglied des Deutschen Bundestages.

## Leben und Beruf
Nach der Mittleren Reife absolvierte Kornelia Möller von 1978 bis 1981 eine Ausbildung zur Friseurin und war anschließend bis 1985 Hausfrau. Von 1986 bis 1988 machte sie eine Lehre zur Industriekauffrau und war danach bis 1992 in diesem Beruf und als Buchhalterin tätig. Nach dem Bestehen der Aufnahmeprüfung begann sie 1992 ein Studium der Soziologie und der Sozialökonomie an der Hamburger Hochschule für Wirtschaft und Politik, welches sie 1998 als Diplom-Sozialökonomin beendete. Danach war sie in der Erwachsenenbildung tätig und zeitweilig erwerbslos. 2010 trat sie aus der katholischen Kirche aus.

## Partei
Nachdem sie sich schon seit 1989 in verschiedenen außerparlamentarischen Bewegungen engagiert hatte, wurde Kornelia Möller 2002 Mitglied der PDS. Sie engagierte sich dort in der Münchener Basisorganisation Linksabbieger (BOLA) und baute ehrenamtlich eine Beratungsstelle für Hartz IV-Empfänger auf. Von 2005 bis 2007 gehörte sie als Beisitzerin dem Landesvorstand der Linkspartei.PDS in Bayern an. 
Am 22. Oktober 2006 trat sie als gemeinsame Kandidatin von Linkspartei.PDS, WASG und Tübinger Linke zur Oberbürgermeisterwahl in Tübingen an, wo sie mit 6 % der Stimmen gegen Boris Palmer (50,4 %) von den Bündnisgrünen im ersten Wahlgang unterlag. Bei den bayerischen Kommunalwahlen am 2. März 2008 trat sie für ihre Partei als Landratkandidatin im Landkreis Freising an und erhielt 1,9 % der Stimmen.
Innerhalb ihrer Partei war sie in den Landesarbeitsgemeinschaften Betrieb&Gewerkschaft, LISA, Soziales – Hartz IV muss weg engagiert. Zudem war sie Mitglied der parteiinternen Strömung Antikapitalistische Linke.

## Abgeordnete
2005 zog Kornelia Möller über die bayerische Landesliste ihrer Partei in den Bundestag ein. Dort war sie bis 2009 Mitglied im Ausschuss für Arbeit und Soziales sowie arbeitsmarktpolitische Sprecherin der Linksfraktion. 2009 wurde sie erneut Mitglied des Deutschen Bundestages und gehörte dort dem Ausschuss für Tourismus und dem Parlamentarischen Untersuchungsausschuss Gorleben an.
In der Legislaturperiode 2005 bis 2009 hatte sie ihr Abgeordnetenbüro in München und war arbeitsmarktpolitische Sprecherin ihrer Fraktion. In der folgenden Legislaturperiode verlor sie diese Funktion an Klaus Ernst und wurde Fraktionssprecherin für Tourismuspolitik. Sie unterhielt in dieser Legislaturperiode Wahlkreisbüros in Landshut, Regensburg und Würzburg. Die Kündigung einer dortigen Mitarbeiterin scheiterte vor dem Arbeitsgericht Würzburg zunächst daran, dass Möller den Betriebsrat übergangen hatte. Klaus Franz, örtlicher Rechtsschutzsekretär des Deutschen Gewerkschaftsbundes zeigte sich „fassungslos, wie das Solidaritätsprinzip konterkariert wird“. Der ver.di-Gewerkschaftssekretär  und frühere Linke-Landtagskandidat Peter Baumann sah eine Mobbing-Aktion hinter der Kündigung.
Unter den Abgeordneten, die an den meisten namentlichen Abstimmungen nicht teilnahmen, belegte Möller 2012 Platz 19.
Zur Bundestagswahl 2013 trat Möller nicht mehr an.

## Sonstige Funktionen
Neben ihren Funktionen in Partei und Parlament übte Kornelia Möller verschiedene Funktionärsposten aus: Sie war zeitweilig Beisitzerin im Kreisvorstand Erding-Freising des Deutschen Gewerkschaftsbundes und von 2007 bis 2013 bayerische Landesvorsitzende des parteinahen Unternehmerverbandes OWUS. 
Nach ihrem Ausscheiden aus der Politik wurde sie Vorstandsmitglied beim „VZJE – Verein für Zukunftsfähige Jugend- und Erwachsenenbildung e. V.“.